# 2-бутанол
2-Бутанол (бутиловий спирт вторинний, метилетилкарбінол, бутиленгідрат або сек-бутанол) — є органічна сполука ряду вторинних спиртів з формулою CH3CH(OH)CH2CH3.
Це легкозаймиста безбарвна рідина, яка розчинна у 3 частинах води і повністю змішується з органічними розчинниками. Він виробляється у великих масштабах, насамперед як прекурсор промислового розчинника метилетилкетону.
2-Бутанол є хіральним і тому може бути отриманий як будь-який із двох стереоізомерів, позначених як (R)-(−)-2-бутанол та (S)-(+)-2-бутанол. Зазвичай він зустрічається у вигляді суміші двох стереоізомерів 1:1 — рацемічної суміші.
За присутності окисників (калій перманганат, калій дихромат),  при температурі 300°C перетворюється на ацетон 
|                   |                   |
|                   |                   |
| (R)-(−)-2-бутанол | (S)-(+)-2-бутанол |